# Mellita quinquiesperforata
Mellita quinquiesperforata (Leske, 1778) é uma espécie de equinoderme, com distribuição natural nas praias das regiões tropicais, conhecido pelo nome comum de bolacha-da-praia devido à sua forma ovalada e achatada.

## Descrição
Mellita quinquiesperforata caracteriza-se por apresentar corpo com simetria radial, comprimido dorso-ventalmente (aplanado) e um diâmetro entre 5 cm e 10 cm. A superficie ventral apresenta pequenos túbulos e cílios utilizados para a locomoção.
A superfície corporal desta espécie apresenta pequenas estruturas em forma de espinho. Na superfície dorsal encontram-se estruturas petaloides utilizadas como brânquias.
O corpo disciforme é perfurado na sua superficies por cinco aberturas ovaladas, denominadas lúnulas. A presença destas perfurações constitui a característica da qual deriva o epíteto específico quiquiesperforata. A espécie apresenta em geral coloração acastanhada, acinzentada ou esverdeada.
Esta espécie apresenta uma ampla distribuição nas regiões costeiras do Oceano Atlântico ocidental, desde a Carolina do Norte, nos Estados Unidos, até às costas do Rio de Janeiro, no Brasil. Na região do mar das Caraíbas está presente nas costas da Colômbia, Costa Rica, Cuba, República Dominicana, Golfo do México, Honduras, Jamaica, Nicarágua, Panamá, Puerto Rico, Aruba, Curaçao, Bonaire e Venezuela (neste último país presente nos estados de Aragua, Carabobo, Miranda, Nueva Esparta, Sucre e Vargas).
A espécie está presente em múltiplos habitats das regiões costeiras, ocorrendo em praias com fundo arenoso ou rochoso e recifes de coral das regiões costeiras tropicais e subtropicais. Como elementos da infauna, alimentam-se de animais e plantas microscópicas que se encuentram nos substratos onde habitam.
O registo batimétrico destes organismos demonstram a sua presença entre os 0 e os 180 metros de profundidade.

## Sistemática e taxonomia
As espécies de Mellita são aparentadas com as espécies do género Leodia (M. Isometra e M. tenuis).